# Mayerling (jachtslot)
Mayerling is het jachtslot, in de buurt van Alland, in Neder-Oostenrijk, (ten zuidwesten van Wenen), waar op 30 januari 1889 het leven van kroonprins Rudolf van Oostenrijk, de enige zoon van keizer Frans Jozef en keizerin Elisabeth, eindigde. De 30-jarige Rudolf doodde zijn 17-jarige maîtresse, barones Marie von Vetsera, en pleegde daarna zelfmoord. De lichamen van beiden werden de volgende dag gevonden door graaf Jozef Hoyos en prins Filips van Saksen-Coburg-Gotha, die door Rudolf op de jacht uitgenodigd waren.
Toen beiden aankwamen bij het jachtslot werden ze opgewacht door hofmeester Loschek, die al enkele keren tevergeefs geprobeerd had de aartshertog te wekken. Al snel bleek dat de beide toegangsdeuren tot de slaapvertrekken waren geblokkeerd. Daarop werd besloten een van de deuren in te slaan. Men zag het ontzielde lichaam van Marie, liggend op het bed, met in haar hand een roos. Rudolf zelf lag half op het bed, half voorover. Aan zijn voeten lag het wapen waarmee de daad was voltrokken. Aanvankelijk meende men dat beiden vergiftigd waren en wel zo dat Marie eerst Rudolf en vervolgens zichzelf het gif zou hebben toegediend. Het bloed dat Rudolf uit zijn mond verloren had, werd geïnterpreteerd als bloedverlies na een vergiftiging met cyaankali. Met die boodschap vertrok Hoyos naar Wenen, terwijl tezelfdertijd een hofarts vanuit Wenen naar Mayerling afreisde. Terwijl deze de ware doodsoorzaak vaststelde, meldde Hoyos aan keizerin Elisabeth de onware toedracht van de dood. Pas later werd de waarheid ook aan het hof bekend. Vervolgens werd alles in het werk gesteld om te verdoezelen dat Rudolf eerst de hand aan de barones en daarna aan zichzelf geslagen had. Daartoe werd eerst het lichaam van Rudolf per koets afgevoerd naar Baden, vanwaar het verder werd vervoerd per trein, naar het zuidstation van Wenen, om vervolgens te worden opgebaard in de Hofburg. Het lichaam van Vetsera werd 's nachts vervoerd, in een provisorische lijkkist die schuin rechtop in een koets werd geplaatst. Haar lichaam werd vervoerd naar Heiligenkreuz, waar het op het kloosterkerkhof werd begraven. Dit laatste had aanvankelijk nog wat voeten in aarde. Omdat het hof wilde verdoezelen dat Rudolf haar had doodgeschoten, deed men het voorkomen alsof Vetsera zelfmoord had gepleegd. Een dergelijke omstandigheid maakte het evenwel onmogelijk om haar in de gewijde grond van het kloosterkerkhof te begraven. Sub rosa werd de abt over de werkelijke gang van zaken ingelicht.
De bijzetting van Rudolf in de Kapuzinergruft was om dezelfde reden omstreden. Zelfmoordenaars konden immers niet volgens de katholieke riten worden begraven. Derhalve moest - hetgeen met name voor de Oostenrijkse keizer bijzonder pijnlijk was - worden aangetoond dat de kroonprins op het moment van zijn daad door waanzin overvallen en dus niet toerekeningsvatbaar was. Zo geschiedde uiteindelijk.

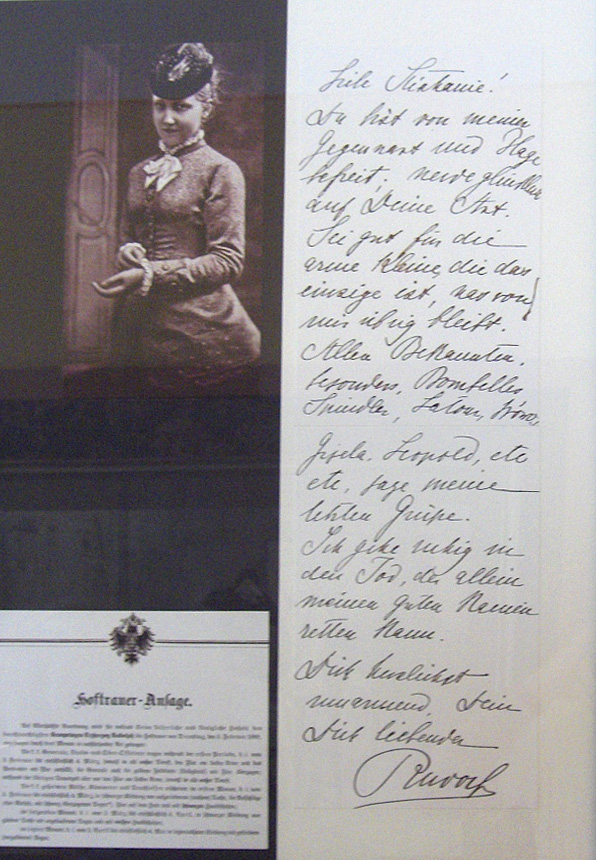
Afscheidsbrief van Rudolf aan zijn vrouw, prinses Stefanie van België, links op de foto

Over de reden waarom Rudolf tot deze daad besloot, bestaat nog steeds geen duidelijkheid. Hij liet vier afscheidsbrieven na, maar daaruit wordt niet duidelijk wat hem tot zelfmoord had gedreven. In de brief aan zijn vrouw, aartshertogin Stefanie, rept hij van de "plaag en last" waarvan hij haar door zijn dood bevrijdt. Ook geeft hij aan dat zijn dood de enige weg is "waarop hij zijn goede naam kan redden", maar duidelijke aanwijzingen waarvan die naam gered zou moeten worden zijn er niet. Het naakte feit dat hij een maîtresse had, kan het niet geweest zijn. Het hebben van liefdesaffaires was voor iemand in zijn positie een normale zaak.
De woonvertrekken en slaapkamerverdieping van Mayerling, waar het koppel verbleef, werden op bevel van keizer Franz Jozef afgebroken, om alle schandelijke en schadelijke sporen te wissen. Op last van de keizer werd het slot vervolgens omgevormd tot een klooster, waarin de ongeschoeide Karmelitessen hun intrek namen. In de stichtingsakte van het klooster werd bepaald dat de nonnen dagelijks zouden bidden voor het zielenheil van de gestorven kroonprins. Dat gebeurt er nog tot de dag van vandaag.
In Mayerling zijn nog de salontafels en de sofa waarop ooit Rudolf en Marie hebben gezeten, te bezichtigen. Een gids, een kloosterlinge, doet de beperkte rondgang in het nu half-kloosterkasteel Mayerling.